# Меричлери
Меричлѐри е град в Южна България и се намира в община Димитровград, област Хасково. Той е близо до Чирпан и до границата между област Хасково и област Стара Загора. По данни на ГРАО към 15 юни 2023 г. градът има 1607 жители по настоящ адрес и 1647 жители по постоянен адрес. 

## История
Исторически данни показват, че в района на днешния град Меричлери преди н. е. е имало тракийско, а по-късно и римско селище. Има останки от шест тракийски надгробни могили, както и намерени монети от времето на Филип Македонски и Александър Велики. Намерени са тракийски съдове, сечива и обредни предмети, както и бронзова статуетка на бога Зевс от ІII век преди н.е. Историци предполагат, че близо до гр. Меричлери е бил римският град Пазар Пизос, основан от император Септимий Север. В града все още могат да се видят останки от римски мост, украсен с лъвски глави, до който е имало римско селище. 
Град Меричлери съществува като селище от 1373 година. За името и основаването му има много легенди и археологически факти. Една от легендите разказва, че княгиня Мери от английски произход се излекувала с минералната вода и оставила името си от благодарност на селището. Според друга легенда тук имало много „мерѝ“ (пасища) и оттам идва името на селището. Името му може да се свърже и с близката река Марица, наричана от турците „Мерич“. Днес най-утвърдено е тълкуванието от арабско-турски: „Мер“ означава „горчиво“, „ич“ в превод е „пия“, а „лери“ е турско понятие за минало причастие. Всичко това е вследствие на горчивия вкус на минералната и другите питейни води в района. Оттук можем да се заключи, че името на селището Меричлери означава „горчива вода“. 
За произхода и основаването на бившето село Меричлери в летописната книга на ОУ „Димитър Н. Матевски“ от 1899 година се чете следното: „Селото е основано, когато турците превземат родопските крепости Цепина и Раховица през 1373 година. Действително оттам бягат от турските зверства три рода Генчоолар, Радиолар и Моллите и се установяват в близост до минералния извор „Соленци“. Открити от турски ловци, те са заловени и направени ратаи в чифлика на Али Осман. Местността е наречена „Гяурово“. Разрешено им е да си направят колиби срещу чифлика и така се поставят основите на малкото селце, наречено „Мерич гяур“. Освен това име селяните получили от околните селища името „рупаланци“ на името откъдето идвали. Друго доказателство са говорът и облеклото им. След 170 години съвместен живот, през 1543 година, се убива синът на Али Осман, падайки от коня до една могила, която носи неговото име „Османова чука“. Това дава повод на всички турци да напуснат чифлика и се преселят в околните села и градове. В този период броят къщите „тип-колиба“ нараства от 30 на 50.“ 
Преселвали от района и страната предимно овчари. И сега много от имената на родовете носят имената Овчарови, Загорови, Мекови. Привлечени от качествата на солите от минералната вода, помагащи за оплождането на овцете и увеличавали млеконадоя. Освен многото „мерѝ“ за пàша привличали ги и мекият климат, както и защитата от ветровете. По статистически данни през 1877 година Меричлери е имало над 1300 жители и било едно от най-големите села с чисто българско население. 
В Меричлери е основана и втората протестантска църква в България. По-късно е създадена и конгрешанска църква, част от Съюза на евангелските съборни църкви.

## Население

### Численост на населението
Преброявания на населението
Численост на населението според преброяванията през годините:
| \| Година на преброяване \| Численост \| \| --------------------- \| --------- \| \| 1934 \| 3165 \| \| 1946 \| 3285 \| \| 1956 \| 4413 \| \| 1965 \| 4039 \| \| 1975 \| 3245 \| \| 1985 \| 2917 \| \| 1992 \| 2602 \| \| 2001 \| 2193 \| \| 2011 \| 1685 \| \| 2021 \| 1409 \| |           |
| Година на преброяване | Численост |
| 1934 | 3165      |
| 1946 | 3285      |
| 1956 | 4413      |
| 1965 | 4039      |
| 1975 | 3245      |
| 1985 | 2917      |
| 1992 | 2602      |
| 2001 | 2193      |
| 2011 | 1685      |
| 2021 | 1409      |

### Етнически състав
Преброяване на населението през 2011 г.
Численост и дял на етническите групи според преброяването на населението през 2011 г.:
|                     | Численост | Дял (в %) |
| Общо                | 1685      | 100,00    |
| Българи             | 1264      | 75,01     |
| Турци               | 12        | 0,71      |
| Цигани              | 347       | 20,59     |
| Други               |           |           |
| Не се самоопределят |           |           |
| Неотговорили        | 43        | 2,55      |

## Протести 2010
През декември 2010 година става публично известно, че водата в селището е замърсена с арсен и това е известно на РИОКОЗ – Димитровград от май същата година. На 19 декември жители на градчето излизат на протест, който е подкрепен от ПК „Екогласност“ и инициативен комитет „За защита на Меричлери“.

## Културни и природни забележителности
- Градски етнографски музей – представя обичаите и занаятите през Възраждането.
- Разкрити са останки от римски некропол край града.
- През 2010 година е създаден земен релеф (Land art) „Числови редици“ от художника Дан Тенев.

## Други
Открити са барелефи до минералния извор на св. Павел и апостол Крас, датиращи от 1350 година. Тук е имало и параклис, унищожен от турците през 1353 г. Те се намират в близост до римския мост от ІІ век. В града има етнографски музей с богата колекция и експонати от историческото минало и настояще на Меричлери. В близост до града има минерален извор. Водата от този извор е трета в света и втора в Европа по съдържание на минерали и химични елементи. Друга забележителност в района е минералният басейн „Соленци“, пълен с лековита вода. Името му е запазено от едно време, именно по този начин се е наричала тогава водата, тъй като освен че е с температура 45 °C, тя е и солена. 